# Cdparanoia
Cdparanoia è un CD ripper libero sviluppato dalla Xiph.Org Foundation. Il logo del software è basato sull'Occhio della Provvidenza.